# Greta Magnusson-Grossman

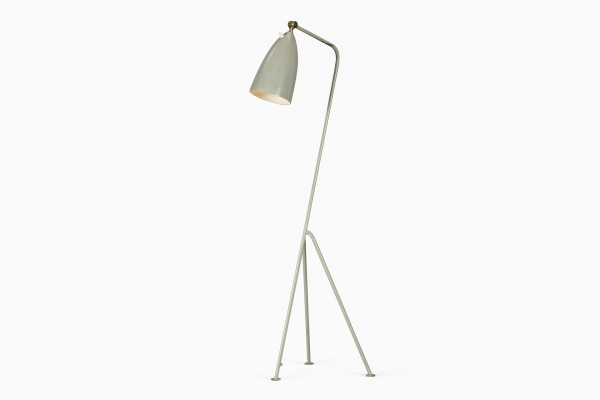
Golvlampan Grasshopper, formgiven 1947.

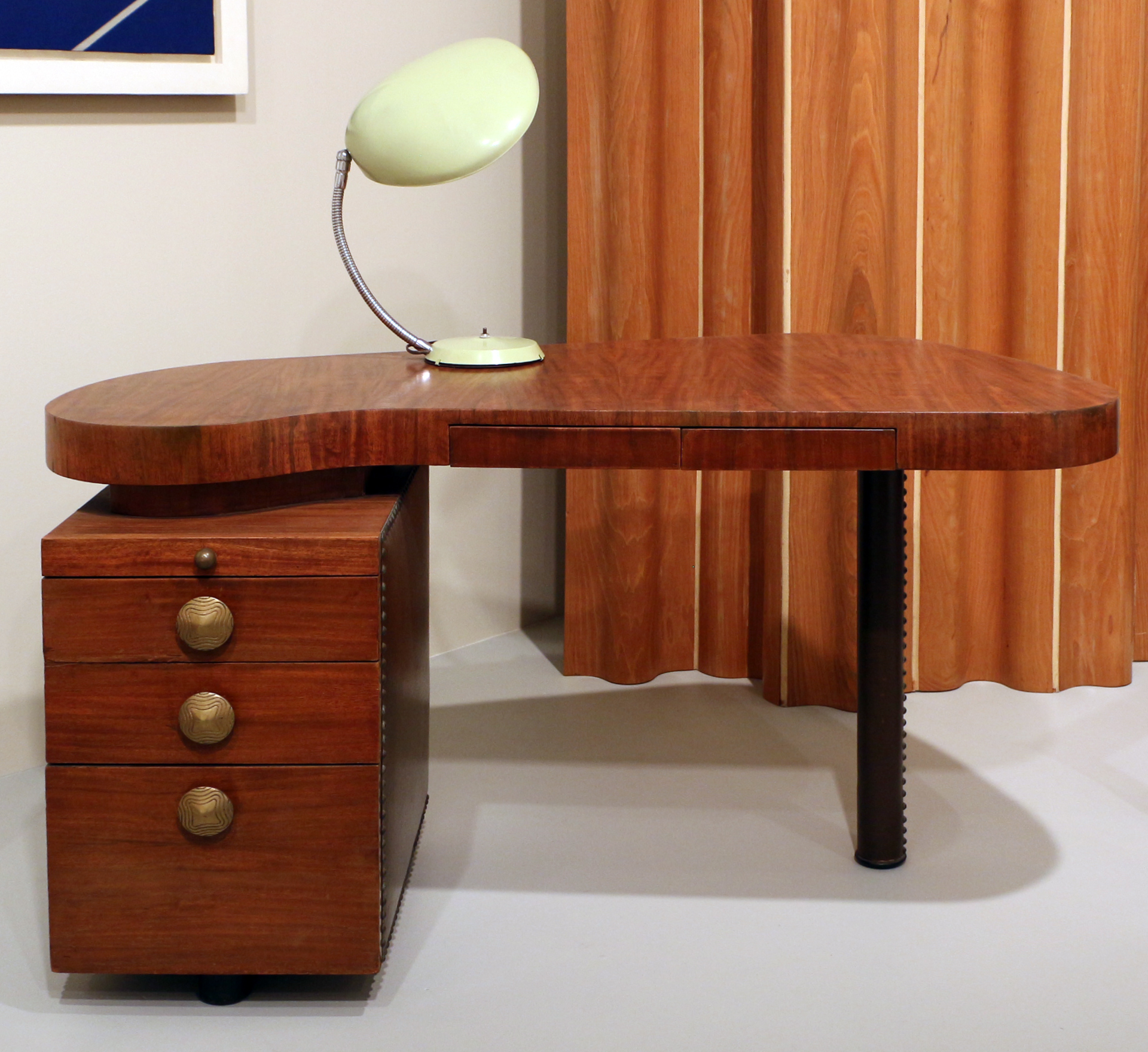
Skrivbordsampan Cobra, formgiven 1948–49, belönades med Good Design Award 1950.

Greta Karin Ingeborg Magnusson-Grossman, född 21 juli 1906 i Helsingborg, död 28 augusti 1999 i Encinitas i Kalifornien, var en svensk möbelformgivare och arkitekt. Hon var gift med jazzmusikern Billy Grossman.

## Biografi
Greta Magnusson-Grossman föddes i Helsingborg som dotter till muraren Johan Magnusson och Tilda Magnusson (född Ekberg). Hon var snickarlärling vid Kärnans möbeltillverkningsfirma i Helsingborg och genomgick Högre Konstindustriella skolan vid Tekniska skolan i Stockholm. Hon var en tid anställd hos AB Harald Westerberg på Kungsgatan i Stockholm.
Magnusson-Grossman etablerade i början på 1930-talet sin egen firma Studio vid Stureplan i Stockholm. Där ritade och producerade hon möbler och inredningsföremål. 1940 lämnade hon Sverige och flyttade tillsammans med maken och orkesterledaren Billy Grossman till Los Angeles. Där öppnade Grossman en ny butik. Sortimentet bestod av moderna svenska möbler, lampor och andra artiklar för heminredning. Bland hennes uppdragsgivare fanns ett flertal kända möbelföretag, bland andra Barker Brothers, Ralph O. Smith & Co och Glenn of California.
I Kalifornien blev hon på 1940-, 1950- och 1960-talen en förgrundsgestalt i den experimentella arkitekturvärlden. Grossman gjorde sig känd för att kunna bygga villor på "besvärliga tomter". Hennes första villa i Beverly Hills blev ett stort genombrott för henne som arkitekt och publicerades bland annat i tidskriften Arts & Architecture. I Sverige har hon ritat ett hus, Villa Sundin i Hudiksvall 1959, på 136 kvadratmeter boyta.

## Verkförteckning (i urval)

### Arkitektur
- Eget hus (nr. 1), Beverly Hills, Los Angeles, Kalifornien (1948), publicerat i Arts & Architecture i juni 1949[8]
- Backus House, Bel Air, Los Angeles, Kalifornien (1949–1950),[9] publicerat i Arts & Architecture i juli 1950
- Barham Apartments, Hollywood Hills, Los Angeles, Kalifornien (1950–1951)[8]
- Hunsacker Residence, Hollywood Hills, Los Angeles, Kalifornien (1951)[8]
- Kiernan House, Hollywood Hills, Los Angeles, Kalifornien (1952)[10]
- Hart Residence, Beverly Hills, Los Angeles, Kalifornien (1953)[8]
- Levitt Residence, Hollywood Hills, Los Angeles, Kalifornien (1953)[8]
- Nelson Houses, Hollywood Hills, Los Angeles, Kalifornien (1954)[11]
- Eget hus (Nr. 2), Beverly Hills, Los Angeles, Kalifornien (1957),[10] rivet
- Hurley House, Hollywood Hills, Los Angeles, Kalifornien (1958)[12]
- Villa Sundin, Hudiksvall (1959)[13]
- Atkinson Laboratories, West Hollywood, Los Angeles, Kalifornien (1959)[8]
- Jensen Residence, Hollywood Hills, Los Angeles, Kalifornien (1961)[8]
- Eget hus (nr. 3), Hollywood, Los Angeles, Kalifornien (1965)[8]
- Eget hus (nr. 4), Leucadia, Encinitas, Kalifornien (1966)[8]

### Formgivning
- Golvlampa (Grasshopper/Gräshoppa) för Barker Brothers (1947)
- Skrivbordslampa (Cobra) för Ralph O. Smith (1948–1949)
- Skrivbord med förvaring för Glenn of California (1952)